# Hessische Verhältnisse
Hessische Verhältnisse ist eine in Deutschland verwendete Bezeichnung für Wahlergebnisse, die keine klaren Mehrheiten im Parlament erbracht haben. Der Ursprung liegt bei Ergebnissen zu hessischen Landtagswahlen 1982/83, die keine Regierungsbildung innerhalb eines politischen Lagers ermöglichten, ohne mit einer Partei zu koalieren, mit der eine Koalition vor der Wahl ausgeschlossen worden war. Vergleichbare Wahlergebnisse ergaben sich auch in anderen Bundesländern, so zum Beispiel die „Hamburger Verhältnisse“ nach der Bürgerschaftswahl in Hamburg im Juni 1982.

## Landtagswahl in Hessen 1982
Ursprung des Begriffs war die Landtagswahl in Hessen 1982.
Dabei distanzierte sich Ministerpräsident Holger Börner deutlich von den neu gegründeten Grünen. Für Aufsehen sorgte insbesondere das Börner zugeschriebene Zitat: „Ich bedauere, dass es mir mein hohes Staatsamt verbietet, den Kerlen selbst eins auf die Fresse zu hauen. Früher auf dem Bau hat man solche Dinge mit der Dachlatte erledigt.“
Nach der Landtagswahl in Hessen 1982 waren die Grünen erstmals im hessischen Landtag vertreten. Hierdurch hatten weder die Hessen-SPD noch die Hessen-CDU eine Mehrheit. Die Grünen lehnten eine förmliche Koalition ab. Eine Mehrheitsregierung war daher rechnerisch nur als Große Koalition von SPD und CDU möglich. Hierzu war die SPD jedoch nicht bereit, da sie als kleinere Partei der CDU den Posten des Ministerpräsidenten hätte überlassen müssen. Die SPD-Regierung unter Börner blieb daher geschäftsführend im Amt und wurde einige Monate durch die Grünen toleriert, bevor die vorgezogene Landtagswahl in Hessen 1983 die Pattsituation bestätigte. Die Fortsetzung der Tolerierung der SPD-Minderheitsregierung (und damit der „hessischen Verhältnisse“) wurde eineinhalb Jahre später durch die erste Rot-Grüne Koalition beendet.

## Landtagswahl in Hessen 2008
Die Metapher der „hessischen Verhältnisse“ wurde nach der Landtagswahl in Hessen 2008 erneut in der Presse aufgegriffen. Nun war es Die Linke, die vor der Wahl von Andrea Ypsilanti als nicht koalitionsfähig erklärt worden war. Auch Ypsilanti lehnte eine Große Koalition unter CDU-Führung ab und versuchte eine Rot-Grüne Regierungsbildung unter Tolerierung durch die Linke. Dieses Vorhaben scheiterte an SPD-Abgeordneten, die sich an das Wahlversprechen gebunden fühlten, und die neuen „hessischen Verhältnisse“ wurden durch die Landtagswahl in Hessen 2009 aufgelöst.

## Landtagswahl in Hessen 2013
Auch die Folgen der Landtagswahl in Hessen 2013, die ebenfalls keine den bisherigen Koalitionspräferenzen entsprechende Mehrheit erbracht hatte, wurden als „hessische Verhältnisse“ bezeichnet. Mit der Bildung der ersten schwarz-grünen Regierung in Hessen haben sich diese Einschätzungen allerdings erledigt.